# Portlandia (plantgeslacht)
Portlandia is een geslacht van bedektzadigen, horend bij de Sterbladigenfamilie (Rubiaceae). De wetenschappelijke naam werd gepubliceerd in 1756 door Browne. Hij noemde het geslacht Portlandia als hommage aan de hertogin van Portland Margaret Bentinck. Het geslacht is endemisch op Jamaica.

## Soorten
- Portlandia albiflora Britton & Harris ex Standl.
- Portlandia coccinea Sw.
- Portlandia grandiflora L.
- Portlandia harrisii Britton
- Portlandia microsepala Urb.
- Portlandia proctorii (Aiello) Delprete
- Portlandia speciosa[2]

### Voormalige soorten
- Coutarea hexandra (Jacq.) K.Schum. (as P. hexandra Jacq.)
- Cubanola domingensis (Britton) Aiello (as P. domingensis Britton)
- Hintonia latiflora (DC.) Bullock (as P. pterosperma S.Watson)[2]

... · 
Afrocanthium · 
Asperula (Bedstro) · 
Atractocarpus · 
Belonophora · 
Bouvardia · 
Breonadia · 
Byrsophyllum · 
Callipeltis · 
Cephalanthus (Kogelbloem) · 
Chassalia · 
Cinchona · 
Coffea (Koffie) · 
Coprosma · 
Cruciata · 
Deppea · 
Galium (Walstro) · 
Gardenia · 
Genipa · 
Morinda · 
Nertera · 
Pentas · 
Plocama · 
Portlandia · 
Psydrax · 
Richardia · 
Rothmannia · 
Rubia · 
Rutidea · 
Rytigynia · 
Sabicea · 
Sarcocephalus · 
Sericanthe · 
Sherardia · 
Spermacoce · 
Tarenna · 
Tricalysia · 
Uncaria · 
Vangueria · 
Virectaria ·  
Wendlandia · 
...